# M1919 Browning
M1919 Browning este o mitralieră medie de calibru .30, folosită pe scară largă în luptele din secolul 20. A fost folosită ca mitralieră de infanterie, pentru vehicule blindate, coaxială, de bord și antiaeriană de către Statele Unite și de multe alte țări, în special în timpul celui de-al Doilea Război Mondial, Războiul din Coreea și Războiul din Vietnam. Deși în a doua jumătate a secolului a început să fie înlocuită cu modele mai noi (cum ar fi mitraliera M60), a rămas în uz în multe țări NATO.
Multe mitraliere M1919 au fost recalibrate pentru noul cartuș NATO de 7,62 × 51 mm NATO, fiind folosite până în anii 1990 și chiar până în prezent în unele țări. Marina Militară a SUA a recalibrat de asemenea multe mitraliere la calibrul NATO și le-a redenumit Mk 21 Mod 0; acestea au fost folosite de navele de patrulare din flota fluvială în timpul Războiului din Vietnam.
M1919 era o dezvoltare ulterioară a mitralierei Browning M1917 răcită cu aer, din Primul Război Mondial, proiectată de John M. Browning.

## Utilizare operațională

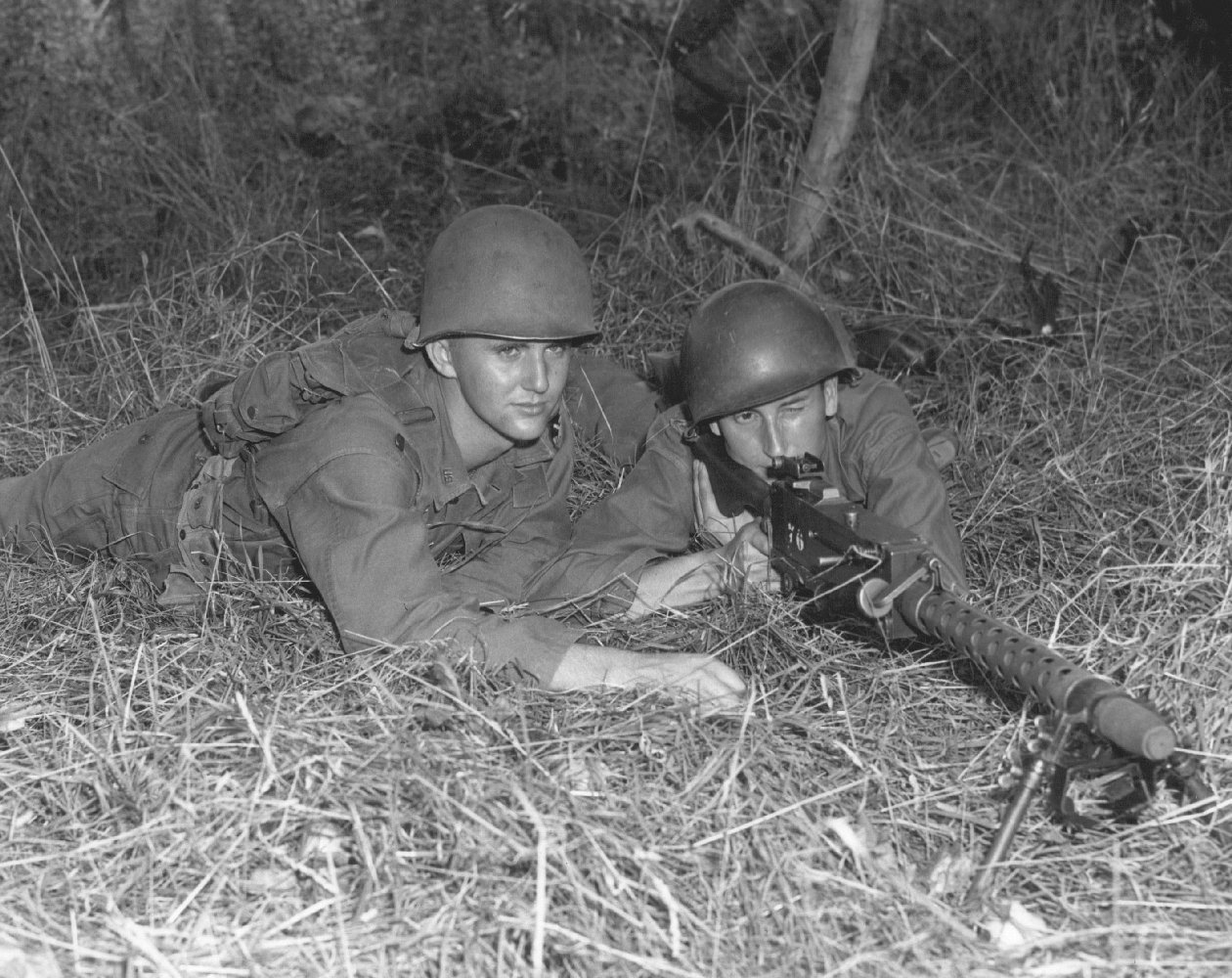
Varianta M1919A6 montată pe bipod

Ca armă de sprijin al companiei, M1919 necesita un echipaj de cinci oameni: comandantul grupului; mitraliorul (care trage cu arma și în marș purta trepiedul și cutia de muniții);  asistentul mitraliorului (care a ajuta la alimentarea mitralierei și purta mitraliera și o cutie de piese de schimb și unelte); două persoane care cărau muniția.  Ideea originală a mitralierei M1919 era să permită să fie mai ușor de împachetat pentru transport și avea un butoi ușor și un biped atunci când a fost introdus pentru prima dată ca M1919A1. Din păcate, a devenit rapid clar că mitraliera era prea grea pentru a fi mutată cu ușurință, dar, în același timp, era prea ușor pentru un foc susținut. Acest lucru a dus la dezvoltarea variantei M1919A2, care includea o țeavă și un trepied mai greu și putea susține focul pentru perioade mai lungi.
Varianta M1919A4 cântărea aproximativ 14 kg și era de obicei montată pe un trepied „ușor” (6,3kg), ușor și jos în comparație cu trepiedul anterior pentru M1917). S-au dezvoltat și suporturi fixe pentru vehicule. A fost utilizată pe scară largă în cel de-al Doilea Război Mondial montat pe jeep-uri, semi-senilate, mașini blindate, tancuri, vehicule amfibii și ambarcațiuni de debarcare. M1919A4 a jucat un rol cheie în puterea de foc a Armatei SUA în cel de-al Doilea Război Mondial. Prezența mitralierei M1919A4 în pluton le-a oferit comandanților companiei un sprijin suplimentar de foc automat la nivel de companie, fie în asalt, fie în apărare.

## Utilizatori
| - Australia - Burundi - Canada - Chile - Columbia - Costa Rica - Danemarca - Republica Dominicană - El Salvador - Franța - Gabon - Grecia - Guatemala - Haiti - Iran - Irlanda - Israel | - Italia - Coreea de Sud - Liberia - Luxemburg - Mauritania - Mexic - Panama - Filipine - Portugalia - Rhodesia - România - Africa de Sud - Spania - Taiwan - Tunisia - Marea Britanie - SUA - Uruguay - Vietnam |